# Classic Broadway
| Оценки критиков               | Оценки критиков |
| Источник                      | Оценка          |
| ----------------------------- | --------------- |
| AllMusic                      | [ 1 ]           |
| Encyclopedia of Popular Music | [ 2 ]           |

Classic Broadway — двадцать шестой студийный альбом американской певицы Джуди Коллинз, выпущенный 21 сентября 1999 года на лейбле Platinum Entertainment.

## Об альбоме
Джуди Коллинз прославилась благодаря фолк-музыке, авторским песням и интерпретациями песен других авторов, в 1966 году на альбоме In My Life она впервые перепела номер из бродвейской постановки, с тех пор подобные номера на её альбомах стали появляться часто, самой популярной является её версия «Send In the Clowns». Данный же альбом всецело сосредоточен на бродвейских стандартах, большинство из которых аранжированы Джонатаном Туником.

## Список композиций
| №                   | Название                            | Автор(ы)                                               | Длительность |
| ------------------- | ----------------------------------- | ------------------------------------------------------ | ------------ |
| 1.                  | «Don’t Cry For Me Argentina»        | Эндрю Ллойд Уэббер, Тим Райс                           | 5:05         |
| 2.                  | «How Are Things In Glocca Morra?»   | Бертон Лэйн, Йип Харберг, Джордж Гершвин, Айра Гершвин | 3:42         |
| 3.                  | «My Heart Stood Still»              | Ричард Роджерс, Лоренц Харт                            | 3:19         |
| 4.                  | «I’ve Grown Accustomed To His Face» | Алан Джей Лёрнер, Фредерик Лоу                         | 2:25         |
| 5.                  | «Embraceable You»                   | Джордж Гершвин, Айра Гершвин                           | 3:08         |
| 6.                  | «Bewitched»                         | Ричард Роджерс, Лоренц Харт                            | 3:39         |
| 7.                  | «Till There Was You»                | Мередит Уиллсон                                        | 2:52         |
| 8.                  | «Younger Than Springtime»           | Оскар Хаммерстайн II, Ричард Роджерс                   | 2:59         |
| 9.                  | «I Can’t Get Started»               | Айра Гершвин, Вернон Дюк                               | 4:37         |
| 10.                 | «They Say It’s Wonderful»           | Ирвинг Берлин                                          | 3:43         |
| 11.                 | «My Funny Valentine»                | Ричард Роджерс, Лоренц Харт                            | 4:28         |
| 12.                 | «Send In The Clowns»                | Стивен Сондхайм                                        | 4:10         |
| Общая длительность: | Общая длительность:                 | Общая длительность:                                    | 44:07        |